# 사람의문학
사람의 문학(- 文學)은 출판사『문예미학사』에서 펴냈으며 1994년 창간된 대구의 계간 문예지이다. 분단시대 동인을 중심으로 발간하기 시작했다.
현재 전국적으로 시 전문지는 많이 발행되고 있지만, 종합지가 지역에서 발행되는 예는 극히 드물다. 한국문화예술진흥원 선정 2005, 2006년 우수문예지로 선정된 바 있다. 2010년 기준으로 발행인은 시인 김용락이 맡고 있으며 시, 평론과 계간평, 서평 등을 함께 싣는 종합문예지이다. 또한 풀뿌리 문화예술운동 보급을 위해 인문학 <버스종점이 있는 마을>을 후원하고 있다. 시인 손세실리아, 시인 정훈교 등이 본 문예지로 등단하였다.